# Alcirona niponia
Alcirona niponia là một loài chân đều trong họ Corallanidae. Loài này được Richardson miêu tả khoa học lần đầu tiên năm 1909.